# (Циклопентадиенил)дикарбонил(тиокарбонил)марганец
(Циклопентадиенил)дикарбонил(тиокарбонил)марганец — металлоорганическое соединение,
карбонильный комплекс марганца
состава Mn(C5H5)(CO)2(CS),
золотисто-жёлтые кристаллы,
растворяется в органических растворителях.

## Получение
- Реакция дикарбонил(циклооктен)(циклопентадиенил)марганца и раствора трифенилфосфина в сероуглероде:

{\displaystyle {\mathsf {Mn(C_{5}H_{5})(CO)_{2}(C_{8}H_{14})+P(C_{6}H_{5})_{3}+CS_{2}\ {\xrightarrow {}}\ }}}
{\displaystyle {\mathsf {{\xrightarrow {}}\ Mn(C_{5}H_{5})(CO)_{2}(CS)+(C_{6}H_{5})_{3}PS+C_{8}H_{14}}}}

## Физические свойства
(Циклопентадиенил)дикарбонил(тиокарбонил)марганец образует золотисто-жёлтые кристаллы,
устойчивые на воздухе.
Растворяется в большинстве органических растворителях.